# Going Upriver
Going Upriver: The Long War of John Kerry ist eine Dokumentation des US-amerikanischen Regisseurs George Butler über den Militärdienst des US-Präsidentschaftskandidaten John Kerry in Vietnam und seine anschließende Beteiligung in der Friedensbewegung und dem Protest gegen den Vietnamkrieg. Der Film erschien am 1. Oktober 2004.

## Inhalt
Der Film beschreibt die Entwicklung John Kerry von seiner Jugend an, über seine Ausbildung, seine freiwillige Meldung zum Dienst in Vietnam, seinen Aufenthalt in Vietnam, seine Rückkehr und seine aktive Führungsrolle im Protest von Vietnamveteranen gegen die Fortführung des Krieges. Der Fokus der Dokumentation liegt auf den Erfahrungen Kerrys in Vietnam und seiner Rolle im Protest. Seine darauffolgende politische Karriere bis hin zur Präsidentschaftskandidatur werden nicht beleuchtet. 
Der Film dokumentiert deutlich Kerrys Dienst auf den sog. Swift-Boats (Patrouillenbooten), u. a. auch die im Jahre 2004 in Frage gestellten Ereignisse rund um Kerrys Medaillen. Der Film beleuchtet auch die frühe Konfrontation Kerrys mit John P. O’Neill, einem der Gründer der Gruppe Swiftboat Veterans for Truth.